# 장말손
장말손(張末孫, 1431년 ~ 1486년)은 조선 전기의 문신이다. 본관은 인동, 자는 경윤(景胤), 시호는 안양(安襄)이다.

## 생애
장계(張桂)의 후손으로, 증조부는 장전(張戩), 할아버지는 장천서(張天敍), 아버지는 현감 장안량(張安良)이며, 어머니 단양지씨(丹陽池氏)는 부사(府使) 지을성(池乙成)의 딸이다.
1459년(조선 세조 5) 식년시 문과에 병과 3위로 급제하여, 1463년 승문원 박사를 거쳐 한성참군·사헌부 감찰·함길도평사를 역임하였다.
1467년 이시애(李施愛)의 난 때 예조좌랑으로서 진북장군(鎭北將軍) 강순(康純)을 따라 평정에 공을 세워 적개공신(敵愾功臣) 2등에 녹훈되고, 내섬시첨정에 임명되었다.
1470년(성종 1) 장악원부정을 거쳐 행부사직·첨지충추부사·행사직을 역임하고, 1479년 해주목사에 임명되었으며, 1482년 연복군(延福君)에 봉해졌다. 시호는 안양(安襄)이다.